# Hội hữu nghị và hợp tác Việt Nam - Pháp
Hội hữu nghị và hợp tác Việt Nam - Pháp được thành lập vào ngày 2 tháng 7 năm 1955 với tên gọi ban đầu là Hội Việt - Pháp hữu nghị. Mục đích hoạt động của Hội là góp phần vào việc tăng cường và mở rộng quan hệ đoàn kết hữu nghị truyền thống, sự hiểu biết lẫn nhau giữa nhân dân Việt Nam và nhân dân Pháp; tranh thủ sự đồng tình, ủng hộ của nhân dân Pháp đối với sự nghiệp xây dựng và bảo vệ Tổ quốc của nhân dân ta; củng cố và phát triển quan hệ hợp tác kinh tế, thương mại, khoa học công nghệ, giáo dục đào tạo, văn hóa, thể thao, du lịch.v.v… giữa Việt Nam và Pháp vì lợi ích của nhân dân hai nước, vì hòa bình, hợp tác và phát triển ở khu vực và trên thế giới, góp phần vào việc phát triển kinh tế- xã hội của đất nước.